# Peter Bassett-Smith
John Marion Peter Bassett-Smith (* 25. Januar 1911 in Buenos Aires, Argentinien; † 4. August 2011 in Nillumbik, Victoria, Australien) war ein australischer Kameramann.

## Frühe Jahre
Peter Bassett-Smiths Eltern waren Architekten, die in den späten 1880er Jahren aus England nach Argentinien gingen. 1914, zu Beginn des Ersten Weltkriegs, kehrte seine Mutter mit ihrer Familie nach England zurück; der Vater folgte später. 1922 wanderte die Familie nach Australien aus. Bassett-Smith ging in Victoria in die Grammar School in Melbourne und anschließend in Geelong.

## Beruf und Militär
Seine erste Arbeitsstelle fand er als Sachbearbeiter für Holz. In der Zeit der Großen Depression wurde er entlassen und studierte anschließend Theologie am Ridley College. In dieser Zeit entwickelte sich sein Interesse für eine Tätigkeit als Kameramann.
Während des Zweiten Weltkriegs diente er in der Fernmeldetruppe der Australian Imperial Force im Mittleren Osten. Er unterstützte die British Army und arbeitete an einer streng geheimen Radar-Entwicklung. Als er nach Australien zurückkehrte, wäre er beinahe bei Java in japanische Gefangenschaft geraten. Anschließend  diente er für einige Jahre in Queensland als Leutnant der Reserve.
Bassett-Smith kam als Kameramann nach Palästina und Neukaledonien und war im Jahr 1948 Kameramann für Charles Mountford während der acht Monate dauernden Arnhem Land Expedition im Arnhem Land im Northern Territory, Australien.
Ab 1950 betätigte er sich als Geschäftsmann und heiratete Diana Grant, mit der er vier gemeinsame Kinder hatte. Zum Zeitpunkt der Geburt des ersten Sohnes (Peter Anthony Robin) 1952 lebte die Familie in Rath bei Eltham, einem Vorort von Melbourne.
1954 filmte er ehrenamtlich als Kameramann während des Besuchs von Königin Elisabeth II. und war im Verlauf der Olympischen Spiele in Melbourne von 1956 als Kameramann, wo er auch anlässlich des Besuchs von Prince Philip Aufnahmen machte.
1968 wurde er zum Friedensrichter ernannt. Ab den 1970er Jahren betätigte er sich wieder als Geschäftsmann. Er wurde im Jahr 2009 zum Mann des Jahres in Nillumbik gewählt. Von der US-Regierung erhielt er die Diplomatenmedaille für seine Verdienste im Verlauf der Arnhem Land Expedition. Ferner war er Mitglied in mehreren gemeinnützlichen Organisation.